# Association d'athlétisme amateur de Chypre
L’Association d'athlétisme amateur de Chypre (en grec moderne Κυπριακή Ομοσπονδία Αθλητισμού Στίβου ΚΟΕΑΣ KOEAS) est la fédération d'athlétisme de Chypre affiliée à l'Association européenne d'athlétisme depuis 1983. Son siège est à Nicosie et son président actuel est Antonios G. Dracos.
La KOEAS a été créée en 1983 par six clubs chypriotes qui souhaitaient se séparer du comité local connu comme « Τοπική Επιτροπή ΣΕΓΑΣ Κύπρου » (ΤΕΣΚ, TESK) de la SEGAS, l'historique fédération grecque, fondée depuis 1897. La même année, à Helsinki, l'IAAF accepte la demande d'adhésion de la KOEAS. Lors des Jeux olympiques de Los Angeles, des athlètes chypriotes peuvent défiler pour la première fois sous leurs couleurs nationales. Les six membres fondateurs étaient les suivants :
- Club d'athlétisme « Olympia » Limassol (GSO) fondé en 1892
- Club d'athlétisme panchypriote de Nicosie (SIG), fondé en 1894
- Club d'athlétisme Zenon de Larnaca (GSZ) fondé en 1896
- Club d'athlétisme Korivos de Paphos (GSK) fondé en 1896
- Club d'athlétisme Evagoras de Paphos (GSE) fondé en 1918
- Club d'athlétisme Praxandros de Kyrenia (GSPr.) Fondé en 1919